# Robert Solow
Robert Merton Solow (ur. 23 sierpnia 1924 w Brooklynie, Nowy Jork, zm. 21 grudnia 2023 w Lexington, Massachusetts) – amerykański ekonomista, laureat Nagrody Banku Szwecji im. Alfreda Nobla w dziedzinie ekonomii w 1987 r. W 1995 odznaczony został Pour le Mérite za Naukę i Sztukę.

## Życiorys
Od 1958 był profesorem Massachusetts Institute of Technology w Cambridge, obecnie profesor emerytowany tej uczelni. Wcześniej związany także z Uniwersytetem Columbia. Współpracował jako doradca ekonomiczny z prezydentami Kennedym i Johnsonem. Służył w armii amerykańskiej podczas II wojny światowej. W czasie studiów na Harvardzie był uczniem Leontiefa.

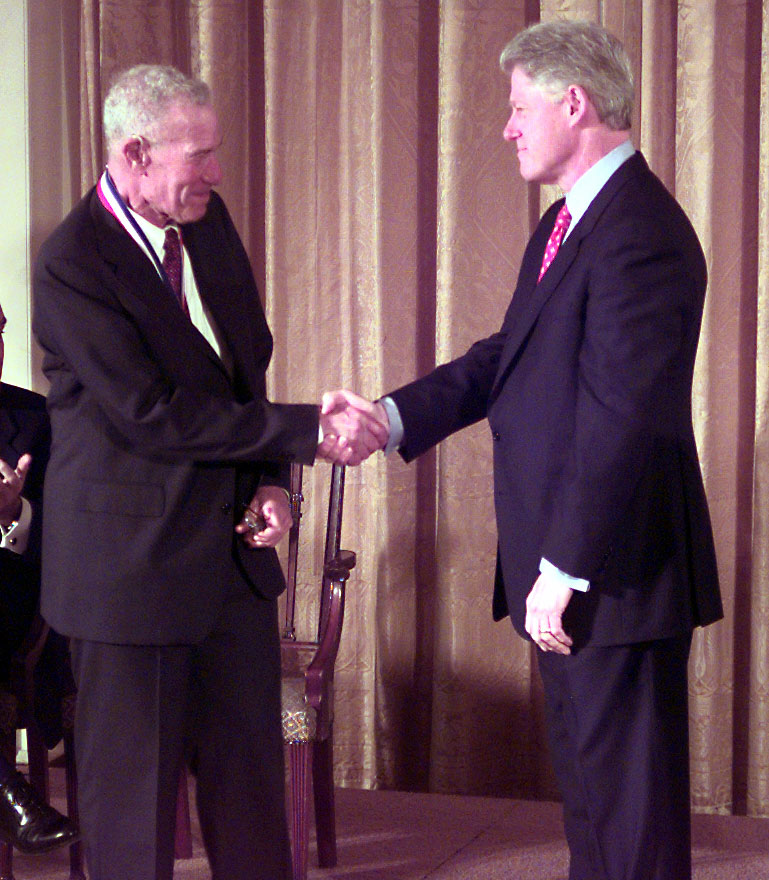
Robert Solow na spotkaniu z prezydentem Billem Clintonem

W opublikowanej w 1956 pracy zatytułowanej A Contribution to the Theory of Economic Growth przedstawił model wzrostu gospodarczego znany obecnie jako model wzrostu Solowa i będący modyfikacją modelu wzrostu Harroda-Domara, oparty na neoklasycznej funkcji produkcji, gdzie substytutem pracy staje się kapitał oraz postęp technologiczny.
Nowatorskie ujęcie technologii (w odróżnieniu od kapitału) oraz wkład do teorii wzrostu gospodarczego zostały uhonorowane Nagrodą Banku Szwecji im. Alfreda Nobla w dziedzinie ekonomii w 1987 r.
Opublikował m.in. prace: A Contribution to the Theory of Economic Growth (1956), Capital Theory and the Rate of Return (1963), Growth Theory. An Exposition (1970).